# Bérénice (opéra)
Pour les articles homonymes, voir Bérénice.
Bérénice est un opéra composé et écrit par Michael Jarrell en 2018 d'après la tragédie de Jean Racine.
Cet opéra a été créé le 29 septembre 2018 à l'opéra Garnier sous la direction musicale de Philippe Jordan et dans une mise en scène de Claus Guth.

## Première
- Orchestre de l'Opéra national de Paris sous la direction de Philippe Jordan
- Chef des chœurs : Alessandro Di Stefano
- Décors : Christian Schmidt
- Costumes : Christian Schmidt et Linda Redlin
- Lumières : Fabrice Kebour
- Dramaturgie : Konrad Kuhn
- Durée : 1 h 30 sans entracte

## Distribution
- Titus : Bo Skovhus (baryton)
- Bérénice : Barbara Hannigan
- Antiochus : Ivan Ludlow (baryton)[4].
- Paulin : Alastair Miles (basse)
- Arsace : Julien Behr (ténor)[5].
- Phénice : Rina Schenfeld (en) (rôle parlé)[6].